# Fuller Park
Pour les articles homonymes, voir Fuller.

Situation de Fuller Park dans la ville de Chicago

Fuller Park est l'un des 77 secteurs communautaires de la ville de Chicago aux États-Unis.